# Ozodicera (Ozodicera) trispinifer
Ozodicera (Ozodicera) trispinifer is een tweevleugelige uit de familie langpootmuggen (Tipulidae). De soort komt voor in het Neotropisch gebied.